# منطقة جنوب البحر الأحمر
منطقة جنوب البحر الأحمر (التيغرينية: ዞባ ደቡባዊ ቀይሕ ባሕሪ، بالحروف اللاتينية: زوبا دبوباوي كييه بحري، إيطالي: ريجيون ديل مار روسو ميريديونالي، هي منطقة إدارية تابعة لإريتريا. تقع على طول النصف الجنوبي من البحر الأحمر، ويوجد بها مدينة عصب الساحلية. تحدها منطقة شمال البحر الأحمر، وتبلغ مساحتها حوالي 27600 كيلومتر مربع (10700 ميل مربع).
اعتبارا من عام 2005، كان عدد سكان المنطقة 83500 مقارنة مع 73.700 نسمة في عام 2001. وكان معدل النمو الصافي 11.74 في المائة. بلغت المساحة الإجمالية للمحافظة 27600.00 كيلومتر مربع وكانت الكثافة السكانية 3.03 أشخاص لكل كيلومتر مربع.

## جغرافيا المكان
تمتد منطقة جنوب البحر الأحمر لمسافة تزيد عن 500 كيلومتر (310 ميل) على طول ساحل البحر الأحمر، لكن عرضها لا يتجاوز 50 كيلومترًا (31 ميلًا). تشكل الجزء الأكبر من صحراء الدناكل.